# Foulehaio carunculatus
Foulehaio carunculatus là một loài chim trong họ Meliphagidae.

## Hình ảnh

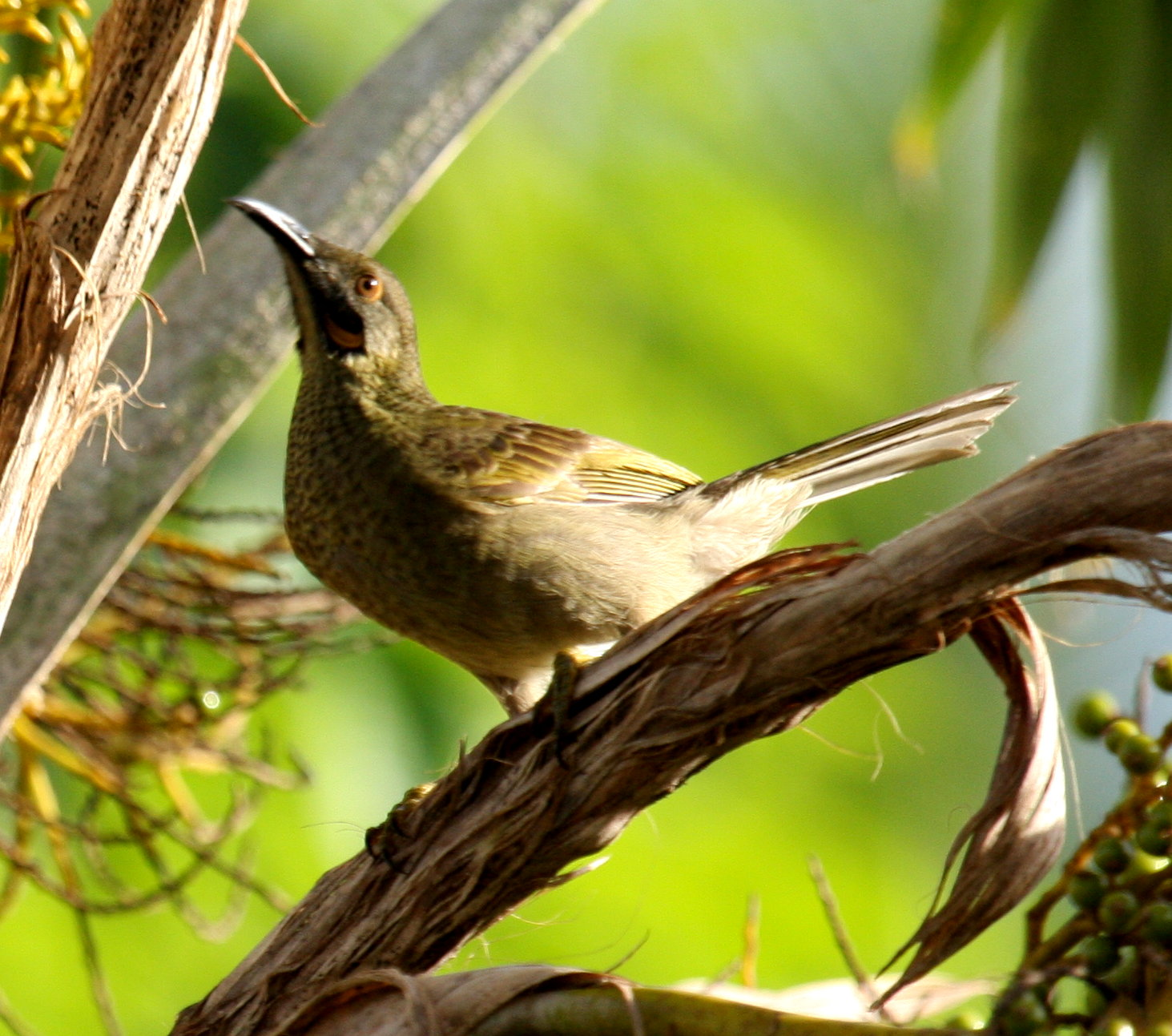
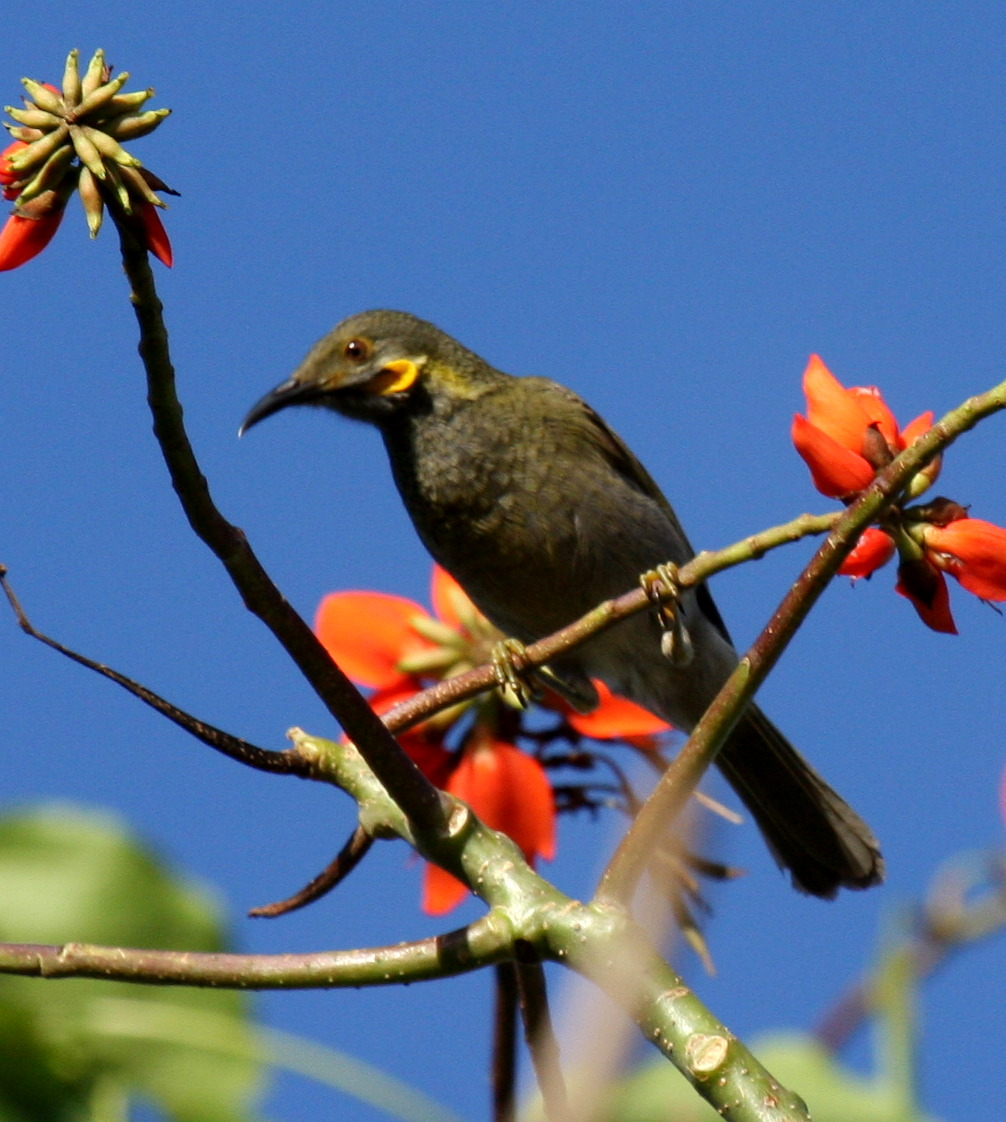
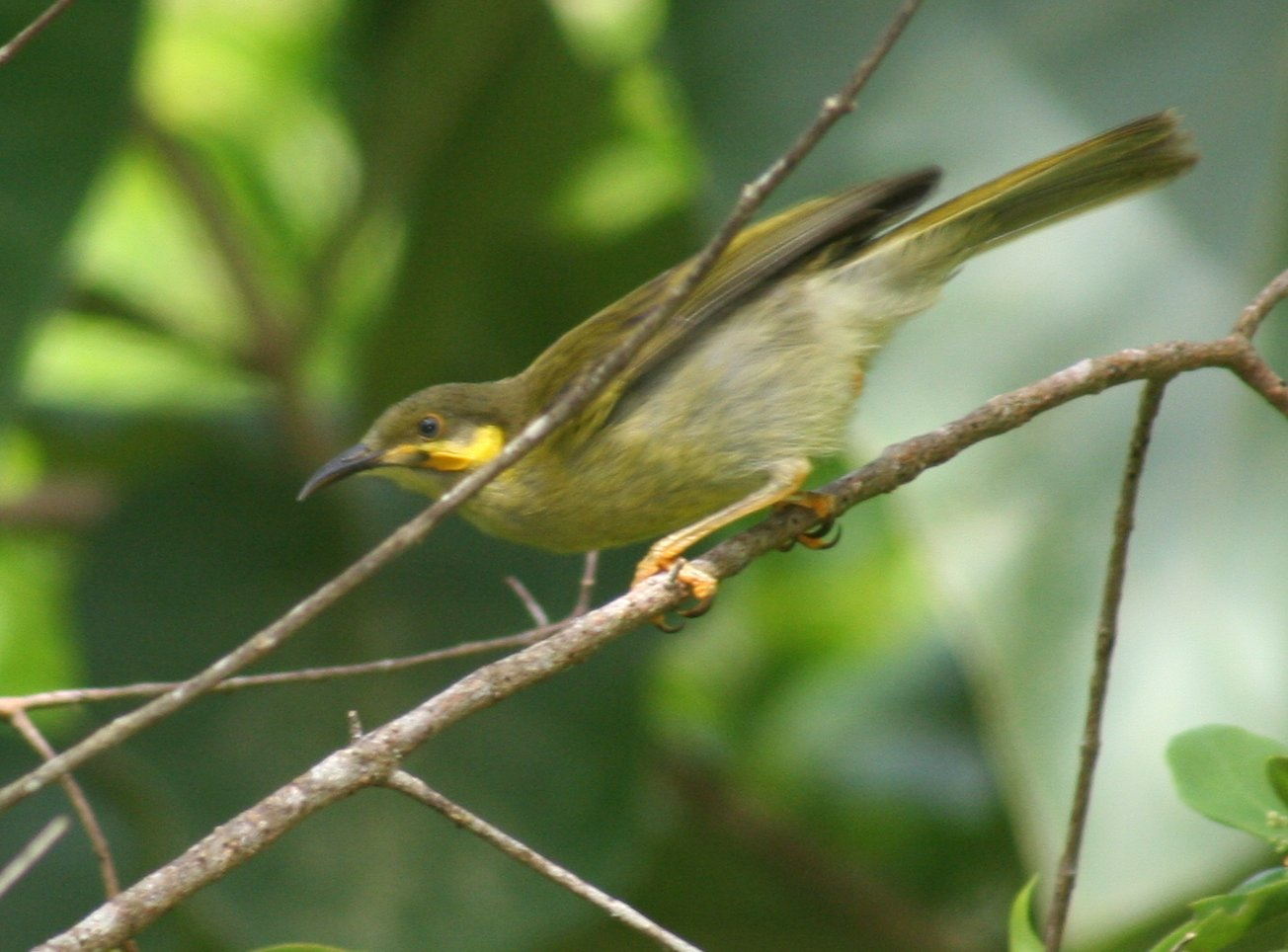